# Akysis
Akysis és un gènere de peixos de la família dels akísids i de l'ordre dels siluriformes.

## Morfologia
- L'espècie més grossa no depassa els 70 mm de llargària total.
- Es distingeixen per la seua coloració general de marques de color groc sobre un fons marró.
- Presenten una pell coriàcia dura coberta amb tubercles disposats en fileres longitudinals al llarg dels costats.[4]

## Distribució geogràfica
Es troba a Àsia: Java, Sumatra, Borneo, Tailàndia, Myanmar i l'Índia, incloent-hi els rius Irrawaddy, Barito, Mekong i Citarum.

## Taxonomia
- Akysis brachybarbatus (Chen, 1981)[7]
- Akysis clavulus (Ng & Freyhof, 2003)[8]
- Akysis clinatus (Ng & Rainboth, 2005)[9]
- Akysis ephippifer (Ng & Kottelat, 1998)[10]
- Akysis filifer (Ng & Rainboth, 2005)[11]
- Akysis fontaneus (Ng, 2009)[12]
- Akysis fuliginatus (Ng & Rainboth, 2005)[9]
- Akysis fuscus (Ng & Kottelat, 1996)[13]
- Akysis galeatus (Page, Rachmatika & Robins, 2007)[14]
- Akysis hardmani (Ng & Sabaj, 2005)[15]
- Akysis hendricksoni (Alfred, 1966)[16]
- Akysis heterurus (Ng, 1996)[17]
- Akysis longifilis (Ng, 2006)[18]
- Akysis maculipinnis (Fowler, 1934)[19]
- Akysis manipurensis (Arunkumar, 2000)[20]
- Akysis meridionalis (Ng & Siebert, 2004)[21][22]
- Akysis microps (Ng & Tan, 1999)[23]
- Akysis pictus (Günther, 1883)[24]
- Akysis portellus (Ng, 2009)[25]
- Akysis prashadi (Hora, 1936)[26]
- Akysis pulvinatus (Ng, 2007)[27]
- Akysis recavus (Ng & Kottelat, 1998)[28]
- Akysis scorteus (Page, Hadiaty & López, 2007)[14]
- Akysis subtilis (Ng & Kottelat, 1998)[28]
- Akysis variegatus (Bleeker, 1846)[29]
- Akysis varius (Ng & Kottelat, 1998)[28]
- Akysis vespa (Ng & Kottelat, 2004)[30][31]
- Akysis vespertinus (Ng, 2008)[32][33][34][35][36][37][38][39]